# Одлука (ТВ филм)
„Одлука” је југословенски ТВ филм из 1976. године. Режирао га је Војислав Милашевић а сценарио је написала Ката Мисиркова.

## Улоге
| Глумац          | Улога   |
| --------------- | ------- |
| Мира Ступица    | Душанка |
| Урош Крављача   | Јефто   |
| Ана Ђорђевић    |         |
| Зоран Бечић     |         |
| Ирена Муламухић |         |
| Бранко Личен    |         |